# Matej Benko
Matej Benko (* 28. července 1979) je český klavírista. Pochází ze Slovenska, avšak později se natrvalo usadil v Praze. Hudbě se věnoval již od dětství. V roce 2015 vydal album Planety, na kterém písně o planetách nazpívali různí zpěváci. Mezi hosty jsou například Richard Müller, Michael Kocáb a Dan Bárta. Během své kariéry spolupracoval s mnoha dalšími hudebníky, mezi které patří například Michal Horáček,Xavier Baumaxa, Ondřej Ruml, Miriam Bayle nebo skupina Mig 21.